# Klieana
Klieana is een geslacht van uitgestorven kreeftachtigen uit de klasse van de Ostracoda (mosselkreeftjes).

## Soort
- Klieana coimbraensis Cabral & Colin, 2015 †